# Innisfail (Queensland)
Innisfail ist eine Stadt mit etwa 7.100 Einwohnern im australischen Bundesstaat Queensland am Johnstone River. Innisfail befindet sich 89 Kilometer südlich von Cairns und 256 Kilometer nördlich von Townsville am Bruce Highway. Die Stadt ist der Sitz des Verwaltungsgebiet (LGA) Cassowary Coast Region und erlangte Bekanntheit als eine der regenreichsten Städte Australiens. Mit dem Zuckerrohr- und Bananenanbau ist Landwirtschaft der vorherrschende Industriezweig. Weltweite Aufmerksamkeit erhielt die Region im März 2006 als der tropische Zyklon Larry - möglicherweise der verheerendste Wirbelsturm in der Geschichte Queenslands - den Landstrich verwüstete.

## Geschichte
Vor der Besiedlung durch Europäer war die Gegend um Innisfail von den Mamu, einem Stamm der Aborigines, bewohnt. Bevor im Jahr 1872 vor der Küste das Schiff Maria sank und die Überlebenden sich an den Strand in der Nähe der Mündung des Johnstone River retten konnten. Der von Robert Johnstone geleitete Suchtrupp, kam mit der Absicht die Gestrandeten zu retten und die Aborigines, die sie misshandelt hatten, zu bestrafen. Der Suchtrupp fuhr später flussaufwärts bis zu den Orten, die heute als Flying Fish und Coquette Points bekannt sind. Johnstone lobte die Gegend in seine Berichten über alle Maße:

„A most glorious view appeared - a noble reach of fresh water, studded with blacks with their canoes and catamarans, others on the sandy beaches; deep blue fresh water expanding to an imposing breadth.“

Johnstone benannte das Gebiet nach sich selbst und auf seine Empfehlung hin reiste ein Jahr später, im September 1873, der Entdecker George Dalrymple hierher, um die Gegend näher zu kartographieren.
Einige Jahre darauf 1879, kam dann der Ire Thomas Henry FitzGerald um hier den Grundstein für die Zuckerindustrie zu legen. Er wurde begleitet von vielen Kanaka, den Ureinwohnern von Neukaledonien und einer kleinen Gruppe von irischen Arbeitern. Das erste Haus – und damit die erste Ansiedlung in dieser Gegend – nannte er Innisfallen; einen poetischen Namen für Irland und der Name der größten Insel in den Seen von Killarney.
Die gesamte Siedlung wurde bald Geraldton, abgeleitet von FitzGerald, genannt, erhielt aber im Jahr 1912 ihren ursprünglichen Namen Innisfail zurück, um etwaige Verwechslungen mit der gleichnamigen Stadt in Western Australia zu vermeiden.
Im März 2006 wurden in Innisfail und Umgebung durch den Zyklon „Larry“, der eine Windgeschwindigkeit von bis zu 290 km/h erreichte, mehr als die Hälfte der Häuser beschädigt. 30 Menschen erlitten Verletzungen.

## Lage
Das Stadtzentrum von Innisfail befindet sich am Zusammenfluss des North und South Johnstone Rivers, etwa 5 Kilometer von der Küste entfernt. In der Nähe liegen große Gebiete von alten tropischen Regenwäldern, die von Flächen intensiver landwirtschaftlicher Nutzung umgeben sind. Queenslands höchste Erhebung, der Mount Bartle Frere, ein Teil der Great Dividing Range liegt etwa 15 km nördlich von Innisfail. In der Nähe von Innisfail befindet sich der Paronella Park eine beliebte Touristenattraktion.

## Klima

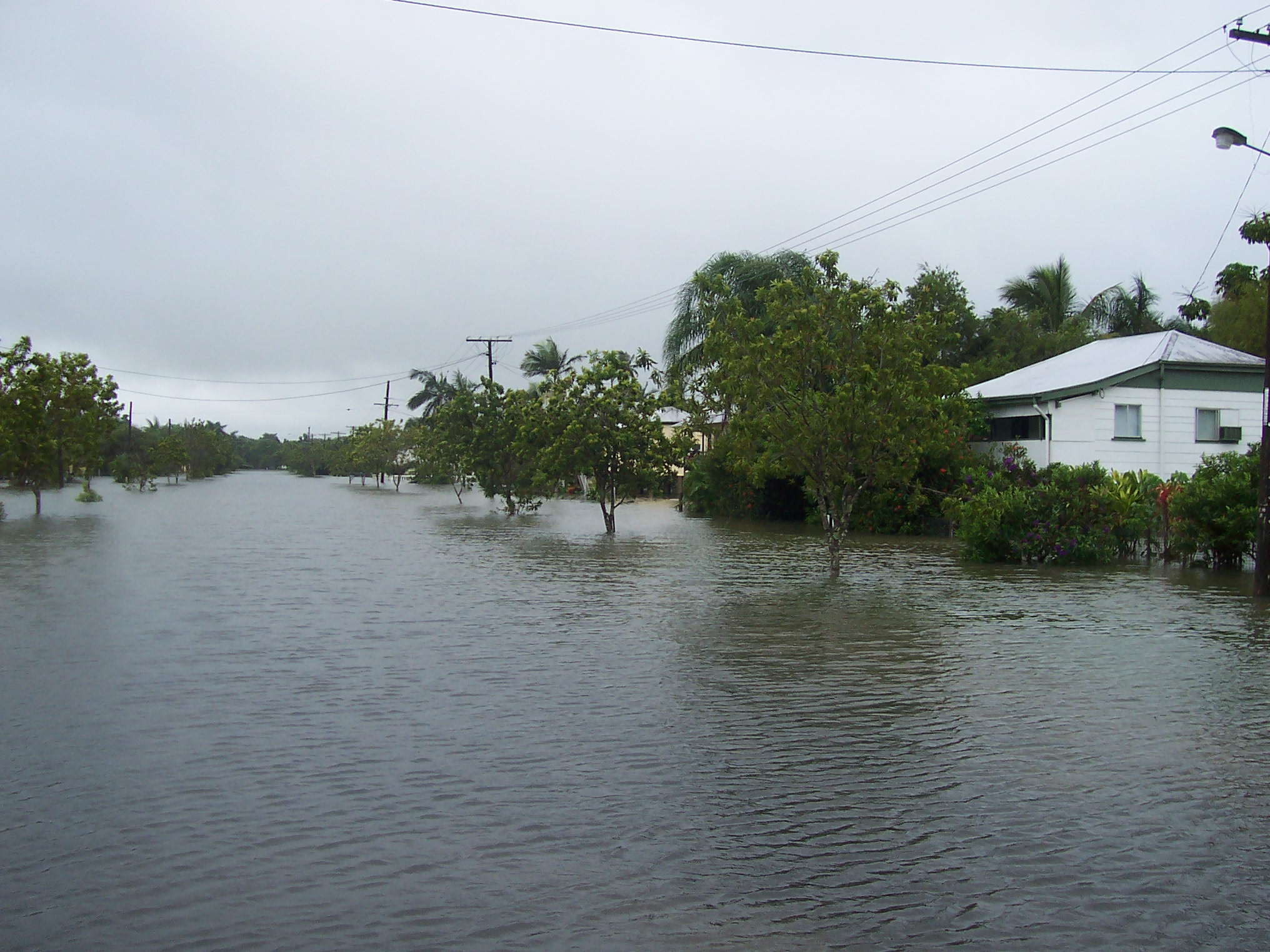
Howe St. in East Innisfail während einer Überschwemmung

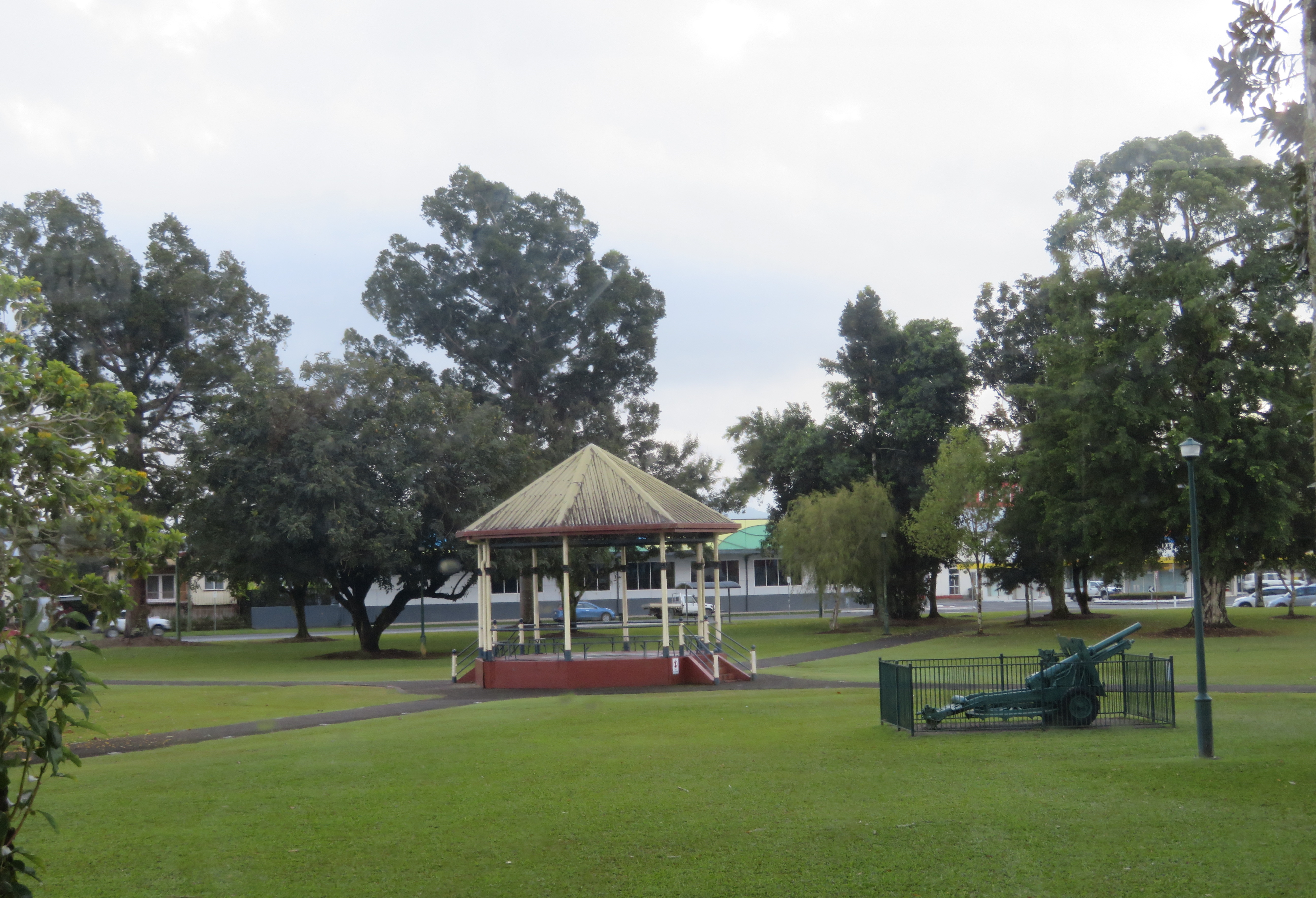
Anzac Memorial Park

Innisfail hat in der effektiven Klimaklassifikation nach Köppen ein tropisches Regenklima Af.
Die Stadt ist während der Sommermonate ständig von tropischen Wirbelstürmen bedroht, die sich im Korallenmeer bilden.
Nach den Zerstörungen durch den Zyklon Larry im Jahr 2006, überquerte in der Nacht vom 2. auf den 3. Februar 2011 auch das Sturmzentrum des Zyklons Yasi die Stadt und richtete einige Schäden an. Das Ausmaß der Verwüstungen war allerdings geringer als in den südlicher gelegenen Orten Tully und Cardwell.
|                       | Jan   | Feb   | Mär   | Apr   | Mai   | Jun   | Jul   | Aug   | Sep  | Okt  | Nov   | Dez   |   |         |
| Mittl. Tagesmax. (°C) | 30,8  | 30,6  | 29,8  | 28,3  | 26,4  | 24,5  | 24,1  | 25,1  | 26,7 | 28,4 | 29,7  | 30,8  | ⌀ | 27,9    |
| Mittl. Tagesmin. (°C) | 22,8  | 22,8  | 22,1  | 20,5  | 18,3  | 16,2  | 15,2  | 15,4  | 16,9 | 18,9 | 20,8  | 22,0  | ⌀ | 19,3    |
|                       |       |       |       |       |       |       |       |       |      |      |       |       |   |         |
| Niederschlag (mm)     | 513,2 | 598,6 | 659,1 | 461,2 | 300,8 | 187,5 | 135,7 | 118,2 | 86,8 | 86,4 | 160,7 | 265,3 | Σ | 3.573,5 |
|                       |       |       |       |       |       |       |       |       |      |      |       |       |   |         |
| Regentage (d)         | 14,5  | 15,3  | 17,3  | 16,8  | 14,9  | 11,3  | 10,1  | 8,6   | 7,1  | 6,5  | 8,3   | 10,3  | Σ | 141     |

| 22,8 |

| 22,8 |

| 22,1 |

| 20,5 |

| 18,3 |

| 16,2 |

| 15,2 |

| 15,4 |

| 16,9 |

| 18,9 |

| 20,8 |

| 22,0 |

| 22,8 |

| 22,8 |

| 22,1 |

| 20,5 |

| 18,3 |

| 16,2 |

| 15,2 |

| 15,4 |

| 16,9 |

| 18,9 |

| 20,8 |

| 22,0 |

## Verkehr
Der Highway Nr. 1 führt als Umgehungsstraße im Westen um Innisfail herum, doch halten die Fernbusse von Cairns nach Townsville und Brisbane auch im Zentrum der Stadt. Ebenso liegt Innisfail an der Eisenbahnlinie von Brisbane nach Cairns, auf der fünfmal pro Woche der Zug Spirit of Queensland in beiden Richtungen verkehrt und auch in Innisfail hält.

## Grünanlagen
In der Stadtmitte befindet sich der viel besuchte Anzac Memorial Park mit einem Pavillon und einen Flakgeschütz aus dem Zweiten Weltkrieg.

## Söhne und Töchter der Stadt
- Steve Corica (* 1973), ein Fußballspieler